# Valentine Sergo
Pour les articles homonymes, voir Sergo.
Valentine Sergo, née en 1969, est une dramaturge, metteuse en scène et comédienne suisse. Plusieurs de ses œuvres évoquent les migrations entre Moyen-Orient, Proche-Orient et Occident.

## Biographie
Valentine Sergo arrive en Suisse enfant, depuis l'Italie. Elle fait ses études à l'École Serge Martin à Genève. En 2013, elle obtient un certificat en dramaturgie et performance du texte de l’université de Lausanne.
En 2010, elle obtient le Prix de la Société suisse des auteurs pour sa pièce Divergence des trajectoires. La même année, elle met en scène Le Malade imaginaire de Molière avec la compagnie Uranus, un spectacle créé au théâtre L'Achimic.
Elle crée, en 2004, la Compagnie Uranus, à Genève, dont elle devient la directrice artistique.
Elle initie, en 2008, une série de collaborations artistiques et de projets de médiation culturelle avec la commune de Meyrin.
En 2014, elle écrit et mis en scène Au Bord du Monde, une pièce de théâtre issue directement du travail qu'elle a réalisé avec des personnes demandeuses d'asile en Suisse.
Elle joue également dans des pièces de théâtre comme Un métier de rêve, de Daniel Vouillamoz, en 2017.
En 2017, sa pièce Si tout est vrai, ne m'endors pas, est conçue comme une pièce gigogne dans laquelle s'insèrent les répétitions d'une troupe théâtrale qui va jouer La Vie est un songe de Pedro Calderón de la Barca. Pour s'y reconnaitre entre les deux niveaux de réalité, l'histoire de la pièce de Barca est jouée en espagnol, tandis que s'intercale la vie réelle des comédiens avec leurs contextes politiques et psychologiques. Les acteurs sont le palestinien Osama Aljabri, Anne-Schlomit Deonna (israélienne), Rim Essafi, Jean-Luc Farquet et Mateo Solari.
En 2016, dans le contexte du bicentenaire du rattachement de la commune de Meyrin à la Confédération helvétique elle pose la question de l'avenir de la commune si Napoléon Bonaparte n'avait pas perdu la bataille de Waterloo en juin 1815 dans sa pièce Tous les chemins mènent à Meyrin.
De 2012 à 2019, elle s'intéresse aux  territoires palestiniens occupés, notamment avec sa pièce Si tout est vrai, ne m’endors pas, où elle invite un auteur palestinien à raconter ce parcours. Des comédiens tentent d'y répéter un extrait de La vie est un songe, dans une mise en abyme.
Elle mène des ateliers littéraires dans des hôpitaux qui mènent à l'écriture d'un texte Dis-moi dix mots pour prendre soin avec Kouam Tawa.
Chaos, qu'elle écrit et met en scène, est créée au festival Zébrures d'automne à Limoges et au Théâtre Pitoëff de Genève en 2021. Il s'agit du premier volet de la trilogie Cyclone. Le personnage, Hayat, doit s'exiler en Occident depuis le Moyen-Orient à la suite de sa révolte. Les vingt personnages de la pièce peuvent être joués par quatre acteurs uniquement. Le deuxième volet de cette trilogie, À cœur battant est joué à Genève au Théâtre de l'Orangerie est une fable écologiste, féministe et altermondialiste.

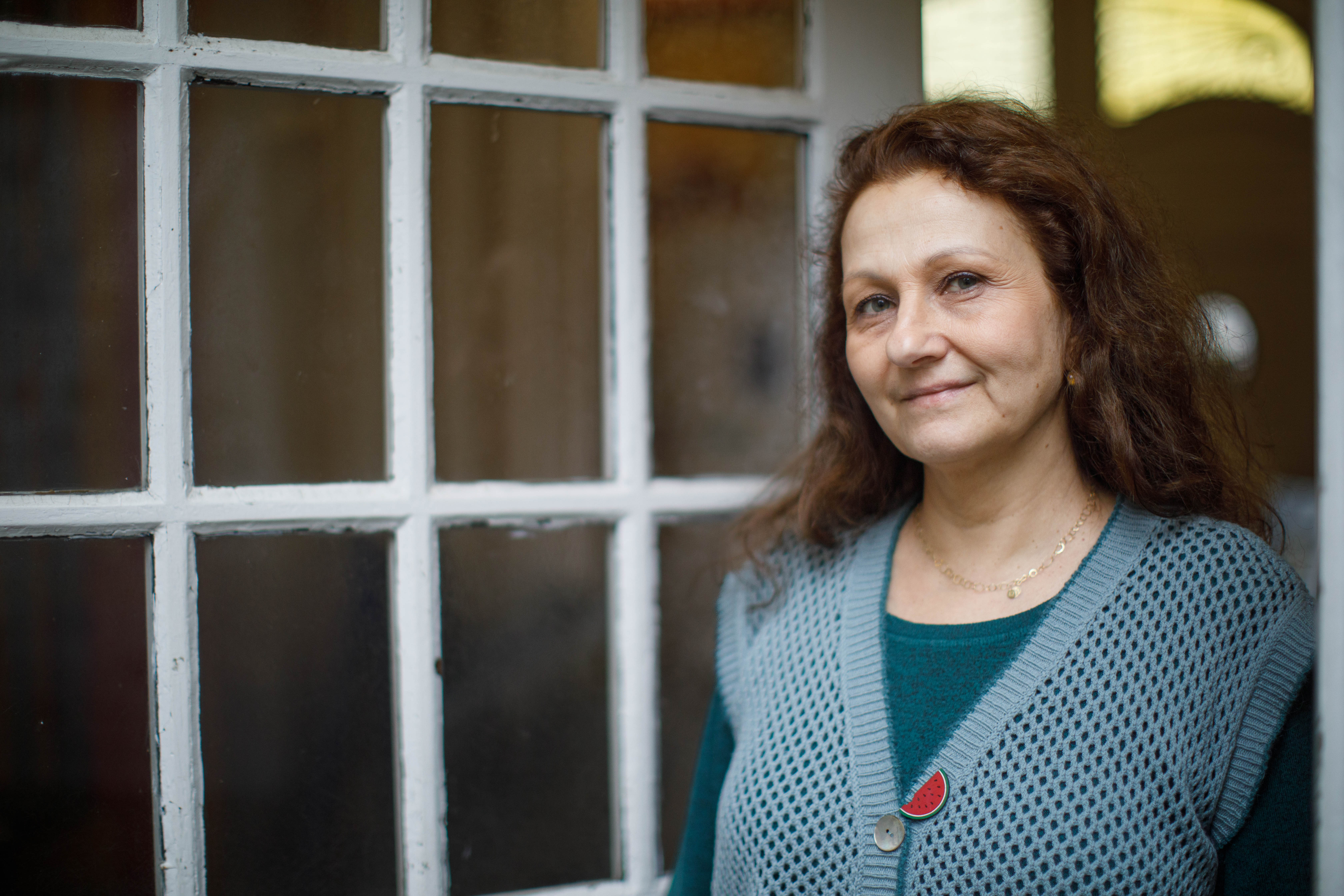
Valentine Sergo au festival des Zébrures du printemps 2025 à Limoges.

En 2024, sa fiction dramatique Tatrïz obtient le Prix SACD de la dramaturgie francophone. La pièce est lue durant les Zébrures du printemps organisées par Les Francophonies à Limoges le 23 mars 2025.

## Publications

### Pièces de théâtre
- Tous les chemins mènent à Meyrin, 2011[8].
- La divergence des trajectoires, Kazalma éditions, coll. « Écritures théâtrales », 2013 (ISBN 978-2-940504-05-3, présentation en ligne).
- Palpitations (2013)[17].
- Au bord du monde (2014-2016) est inspiré de témoignages de demandeurs d'asile, collectés en atelier,[18],[19].
- Si tout est vrai, ne m’endors pas (2017) est écrite à partir de l'expérience de Valentine Sergo en Territoires palestiniens[1].
- Chaos crée au festival Zébrures d'automne à Limoges et au Théâtre Pitoëff de Genève en 2021[12],[1].

### Nouvelles
- Histoires de la porte d’à côté, Genève, Encre Fraîche, 2008, 96 p. (ISBN 2-9700429-7-5, lire en ligne)

## Prix et distinctions
- 2024 : Prix SACD de la dramaturgie francophone pour la fiction dramatique Tatrïz[15].